# Statisk programanalys
Statisk programanalys är analys av datorprogramvara som utförs utan att verkligen exekvera programmet, i motsats till dynamisk analys, som analyserar program medan de körs. I de flesta fall utförs analysen på någon version av källkoden, och i andra fall någon form av objektkod. 